# Geassocieerde Pers Diensten
Geassocieerde Pers Diensten (GPD) was een Nederlands persbureau. Het werd in 1936 opgericht als Groote Provinciale Dagbladen, later hernoemd tot Gemeenschappelijke Pers Dienst, en is op 1 januari 1994 gefuseerd met de Stichting Pers Unie (SPU) tot de Geassocieerde Pers Diensten. Per 2013 is het opgeheven.
De GPD was een gemeenschappelijke tekstleverancier voor een groot aantal regionale kranten in Nederland en Vlaanderen. In tegenstelling tot bijvoorbeeld het ANP en Novum Nieuws leverde de GPD niet in de eerste plaats nieuwsberichten, maar achtergrondverhalen. Het bureau had daarvoor correspondenten in 19 landen, en meer dan 50 redacteuren.
Per 1 januari 2013 is het persbureau opgeheven. Reden voor dit besluit was het wegvallen van financieel draagvlak door het vertrek van Wegener en Media Groep Limburg uit het GPD-verband.

## Aangesloten bladen
Bij de GPD waren de volgende dagbladen aangesloten:
- Het Belang van Limburg
- BN/De Stem
- Brabants Dagblad
- Dagblad De Limburger
- Dagblad van het Noorden
- Eindhovens Dagblad
- Gazet van Antwerpen
- de Gelderlander
- De Gooi- en Eemlander
- Haarlems Dagblad
- Leeuwarder Courant
- Leidsch Dagblad
- Limburgs Dagblad
- Nederlands Dagblad
- Noordhollands Dagblad
- Het Parool
- Provinciale Zeeuwse Courant
- De Stentor
- Twentsche Courant Tubantia
- Utrechts Nieuwsblad

## Lekken

### Voorlichters sociale zaken
In november 2007 bleek dat twee voorlichters van het Ministerie van Sociale Zaken illegale toegang hadden tot de website van de GPD, waardoor de verhalen voor publicatie alsmede interne agenda's gelezen konden worden. Er is een aanklacht gekomen wegens computervredebreuk.

### Persoonsgegevens bekende Nederlanders
In augustus 2009 bleek via Tweakers.net dat het intranet van de website van de GPD beschikbaar was van buitenaf door met Google een bepaalde zoekactie uit te voeren. Met het misbruik van dit zogenaamde lek was het mogelijk om gemakkelijk aan persoonsgegevens, zoals (mobiele) telefoonnummers, van bekende Nederlanders te komen.